# Vernis mou

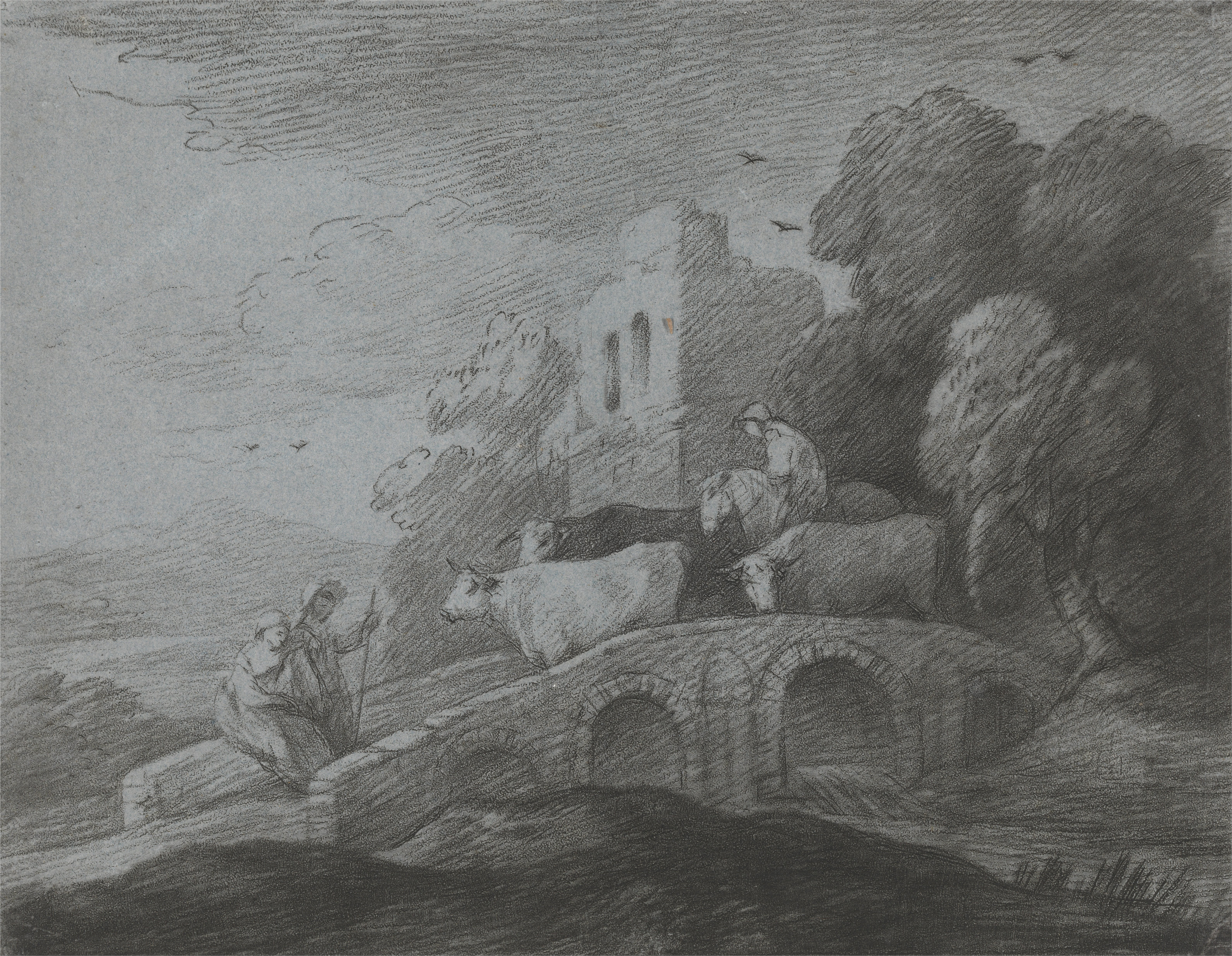
Thomas Gainsborough (1779-1780), Wooded Landscape with Herdsman Driving Cattle over a Bridge, Rustic Lovers and Ruined Castle, Google Art Project.

Le vernis mou est un type de vernis utilisé en gravure. Il est généralement composé de suif ou de vaseline, afin d’adhérer au papier.
Le terme « gravure au vernis mou » est parfois employé pour désigner un type de gravure en manière de crayon.

## La gravure au vernis mou
La plaque de métal dégraissée est recouverte du vernis par petits tapotements, puis légèrement chauffée. Le vernis peut dès lors « prendre l'empreinte de matières texturées (dentelle, plantes) ou le tracé à la pointe d'un dessin au travers d'une mince feuille de papier ».
Lorsque le vernis recouvre la plaque, on dépose sur celle-ci une feuille de papier fin, type papier de soie, et l'on dessine sur la feuille, le plus souvent un crayon à mine dure (de préférence entre 2H et 5H). En fonction de la qualité du papier et du crayon, on obtiendra un résultat différent sur la plaque : le moindre appui laissera une marque.
Félicien Rops préconisait plusieurs papiers : un papier calque, un papier d'écolier, un papier de Hollande à gros grain, un papier « dont se servent les fleuristes pour fabriquer les roses blanches ».
Si l'on veut une gravure homogène, d'autres outils que le crayon sont proscrits : les corrections sont donc difficiles. Le seul contrôle possible est de faire briller le métal à la lumière. La plaque est ensuite déposée avec précaution dans un bain d'acide. L'intérêt de cette technique est de donner un aspect très crayonné à la gravure, et de générer des matières intéressantes sur la plaque.